# Tinolins
Els tinolins (Tinoliinae) són una subfamília de lepidòpters ditrisis de la família dels erèbids (Erebidae).
L'anàlisi filogenètica només dona suport feble a la subfamília com a clade. La subfamília pot ser revisada significativament després d'estudis més profunds.

## Gèneres
- Poeta
- Tamsia
- Tinolius